# Trzęsienia ziemi w Emilii-Romanii (2012)
Trzęsienia ziemi w Emilii-Romanii – seria trzęsień, które w maju 2012 roku nawiedziły region Emilia-Romania w północnych Włoszech. Do dwóch głównych trzęsień doszło 20 oraz 29 maja. Od czasu pierwszego głównego trzęsienia, zostały odnotowane liczne wstrząsy wtórne. W następstwie wstrząsów śmierć poniosło łącznie 27 osób, a setki zostało rannych.

## Trzęsienie ziemi z 20 maja
Pierwsze trzęsienie ziemi miało miejsce w niedzielę 20 maja 2012 roku o godzinie 4:03 czasu miejscowego. Wstrząs miał magnitudę 6,0, Jego epicentrum znajdowało się między Finale Emilia a San Felice sul Panaro, a hipocentrum na głębokości 5.1 km. Główne miasta objęte trzęsieniem ziemi to Ferrara, Finale Emilia oraz Modena. Przez kilka dni od wstrząsu głównego, wystąpiły dziesiątki wstrząsów wtórnych.
W wyniku trzęsienia z 20 maja, śmierć poniosło 7 osób, a 50 zostało rannych. Około 4 tysiące osób straciło dach nad głową.
Trzęsienie uszkodziło lub całkowicie zniszczyło wiele zabytków architektury, liczących nawet setki lat. Straty oszacowano na ponad 250 milionów euro.

## Trzęsienie ziemi z 29 maja
Drugie trzęsienie ziemi miało miejsce we wtorek 29 maja 2012 roku o godzinie 9:00 czasu miejscowego. Wstrząs miał magnitudę 5,8. Epicentrum trzęsienia znajdowało się 40 km na północny zachód od Bolonii i 70 km na południe od Werony, a hipocentrum na głębokości 5–10 km. Wstrząs spowodował zawalenie się wielu budynków, które zostały uszkodzone we wcześniejszym trzęsieniu z 20 maja.
W wyniku trzęsienia z 29 maja, śmierć poniosło 20 osób, a ponad 300 zostało rannych.
Wstrząs spowodował zawalenie się starych budynków i hal fabrycznych oraz magazynów. Zniszczeniu uległo 45 kościołów, w tym wiele zabytkowych.

## Reakcja władz
Premier Włoch Mario Monti zapowiedział, że państwo dołoży wszelkich starań, by pomóc w odbudowie terenów zniszczonych przez trzęsienia ziemi.
4 czerwca 2012 roku został ogłoszony we Włoszech dniem żałoby narodowej.